# Кирилл и Мефодий (компания)
«Кирилл и Мефодий» — российская компания, производитель мультимедийной образовательной продукции: энциклопедий, обучающих программ, учебных пособий для начальной и средней школы, программ по культуре и искусству.

## История
Компания была основана в 1994—1995 годах. По словам основателя компанмии Вячеслава Рудникова, компания приобрела у государственного издательства «Большая Российская энциклопедия» за 20 тысяч долларов права на энциклопедический словарь и привлекла сотни специалистов к обогащению материалов и созданию новых. Далее компания создала ряд отраслевых энциклопедий по темам кино, музыки, спорта, животных, этикета, вооружений, медицины, коллекционирования, кулинарии и т.д., которые были объединены в одну универсальную энциклопедию. 
Первым кроупным партнёром «Кирилла и Мефодия» стал IT-дистрибьютор RSI, входящий в холдинг R-Style. В 1996 году сама компания компания «Кирилл и Мефодий» стала частью этого холдинга, который разнимался производством компьютерной техники, разработкой делового и финансвого ПО, дистрибуцией, консалтингом, системной интеграцией и розничной торговлей. В рамках маркетинговой кампании «Твой персональных компьютер» программы «Кирилл и Мефодий» предустанавливались на устройств R-Style.
В 2001 компания «Кирилл и Мефодий» стала частью группы компаний e-Style (принадлежащей тем же лицам, что и R-Style). Головной офис компании находится в Москве.

## Основные виды деятельности
- Разработка технологии для создания энциклопедических, справочных и развивающих электронных изданий для публикации на носителях CD-ROM/DVD-ROM и в Интернете.
- Производство справочно-энциклопедических электронных изданий на компакт-дисках.
- Производство обучающих и развивающих электронных изданий на компакт-дисках для детей и взрослых.
- Разработка инструментальных средств и программных комплексов, систем дистанционного обучения для учреждений образования.
- Создание программных сред для комплексной компьютеризации деятельности образовательных учреждений.
- Разработка систем дистанционного обучения.
- Информационная и методическая поддержка участников образовательного процесса.

## Продукция компании
Ведущим изданием компании является универсальная «Большая энциклопедия Кирилла и Мефодия» (БЭКМ), увидевшая к 2013 году 16 переизданий. Компания также специализируется на выпуске тематических энциклопедий, среди которых: «Детская энциклопедия», «Энциклопедия кино», «Энциклопедия ПК и Интернета», «Энциклопедия животных», «Кулинарная энциклопедия», «Энциклопедия этикета», «Туристический атлас» и др. Компания выпускает на дисках обучающие программы, репетиторы и электронные уроки по различным школьным предметам, а также развивающие мультимедийные издания для дошкольного и младшего школьного возраста. В сентябре 1996 года компания представила на российском рынке игру «Морские легенды», локализованный вариант игры «Sea Legends» – ранее выпущенной для рынков стран Европы и США.
В 1998 году компанией был разработан интернет-портал KM.RU, который с февраля 2001 года принадлежит компании «KM онлайн». 
Кроме того, компанией были разработаны: энциклопедический онлайновый интернет-ресурс Мегабук.ру, информационный интегрированный продукт для комплексной информатизации учреждений образования «КМ-ШКОЛА», веб-портал «Школьный клуб», образовательный интернет-ресурс для дистанционного образования «e.km-school» и детский обучающий интернет-портал «Началка.инфо».
Осенью 2013 года стартовал проект «Электронные учебники СМ» — это электронные аналоги традиционных школьных бумажных учебников, дополненные интерактивными функциями и мультимедийным контентом, работающие по облачной технологии.

## Судебные процессы
В 2004 году компания «КМ-онлайн», образованная на базе интернет-подразделения компании «Кирилл и Мефодий» в 2001 году, подала судебный иск на 500 000 долларов к электронной библиотеке Максима Мошкова Lib.ru и сайту litportal.ru из-за размещения в них ряда литературных произведений. Сторонники Максима Мошкова в ответ на это выпустили манифест в его защиту, а сам Максим Мошков удалил из своей библиотеки произведения четырёх авторов, которые посчитали, что их авторские права были нарушены: это Эдуард Геворкян, Василий Головачёв, Елена Катасонова и Александра Маринина. Суд принял решение взыскать в пользу одного из авторов, — Эдуарда Геворкяна, — 3 тысячи рублей в качестве возмещения морального вреда, однако в выплате компенсации за нарушение авторского права отказал.
В 2006 году Бутырский суд Москвы признал компанию «КМ-онлайн» нарушителем авторских прав из-за незаконно размещённых в электронной библиотеки vip.km.ru переводов четырёх книг: трёх романов Фреда Саберхагена и романа Станислава Лема «Дневник, найденный в ванне» и обязал взыскать с компании 102300 рублей в виде компенсации в пользу переводчика Олега Колесникова.

## Правовое регулирование
В соответствии с «Законом о блогерах» портал km.ru, сайт mail.km.ru и социальная сеть «В кругу друзей» признаны организаторами распространения информации и 9.10.2014 внесены в соответствующий реестр под номером 9-РР.